# Jim Johnston
Jim Johnston, né en 1959, est un compositeur américain attaché à la World Wrestling Entertainment en tant que directeur musical, il est surtout connu et renommé pour avoir composé la majeure partie des thèmes musicaux de cette entreprise.
En plus d'être le créateur de nombre de thèmes d'entrée de superstars de la WWE qui ont fait son succès (on retiendra comme les plus célèbres exemples les thèmes de The Undertaker, The Rock et « Stone Cold » Steve Austin, parmi des centaines d'autres superstars), et surtout de Bret « the Hitman » Hart, il est à l'origine d'un grand nombre de musiques de PPV, de shows, de bandes annonces, de films, de vidéos et d'hommages de la WWE.
Johnston est bien connu pour écrire, composer et produire toutes ses compositions seul, en plus de jouer de tous les instruments. Il aura l'occasion de recruter des chanteurs ou des musiciens indépendants pour contribuer à son œuvre, et préfère souvent mettre en avant des groupes peu connus et de nouveaux artistes.
Au-delà de son travail avec la WWE, il est également l'auteur de nombreuses musiques de films, bandes annonces et messages audiovisuels.

## Succès
Jim Johnston a publié 17 albums WWE qui se sont vendus à 5,9 millions d'exemplaires. La plupart sont parus dans le Billboard 200, et rapporteront de nombreux disques d'or et de platine. La meilleure vente est dans l'ensemble WWF: The Music, Vol 3 sorti en 1998, et qui a été certifié platine. L'album s'est vendu à 1,2 million d'unités au total dans les seuls États-Unis.

## Apparitions
Johnston apparaît sur la vidéo Piledriver - The Wrestling Album 2 pour présenter la vidéo Girls in Cars. Il a orchestré la musique live au WWF Slammy Awards Ceremony, et voyagé à travers les États-Unis en 1995 dans le cadre du « Raw Band ». Il est également apparu sur l'album photo à WrestleMania XIV et à SummerSlam 1998 jouant le thème de la DX avec le Chris Warren Band. On le retrouve également sur le DVD bonus dans la section WWE Originals de l'album de 2004 du même nom. Le DVD propose 30 minutes de coulisses-documentaire sur Johnston, offrant un aperçu de la composition, production et réalisation de l'album. On y voit aussi certaines interactions humoristiques de Johnston avec Jonathan Coachman et Steve Austin. Johnston est également apparu dans les bonus du DVD de Wrestlemania XV, commentant la musique de la WWE, et à quel point elle est cruciale dans l'univers du catch.

## Filmographie
James Alan Johnston a composé la musique pour les trois derniers films produits par WWE Studios, Legendary (mettant en vedette John Cena), Knucklehead (avec The Big Show), et The Chaperone (avec Triple H). Il a également écrit la musique de No Holds Barred avec Hulk Hogan.

## Départ de la WWE
Le contrat qui liait Jim Johnston à la WWE s'est terminé le 30 novembre 2017. L'entreprise ne l'a pas reconduit et met fin à une coopération de plus de trente-deux ans,.

## Discographie
- The Wrestling Album (1985)
- Piledriver - The Wrestling Album 2 (1987)
- WWF Full Metal (1996)
- WWF The Music, Vol. 2 (1997)
- WWF We Gotta Wrestle (en) (1997)
- WWF The Music, Vol. 3 (1998)
- WWF The Music, Vol. 4 (1999)
- WWF Aggression (2000)
- WWF The Music, Vol. 5 (2001)
- WWF Forceable Entry (2002)
- WWE Anthology (2002)
- WWE Originals (2004)
- WWE ThemeAddict: The Music, Vol. 6 (2004)
- WWE Wreckless Intent (2006)
- WWE The Music, Vol. 7 (2007)
- A Jingle With Jillian (2007)
- Raw Greatest Hits: The Music (2007)
- WWE The Music, Vol. 8 (2008)
- Voices: WWE The Music, Vol. 9 (2009)[5]
- WWE The Music: A New Day, Vol. 10 (2010)
- Legendary – Musique du film (2010)[6]
- Knucklehead – Musique du film (2010)[7]
- The Chaperone – Musique du film (2011)[8]
- Broken Dreams – Drew McIntyre Theme (Single) (2010)[9]
- Smoke and Mirrors – Cody Rhodes Theme (Single) (2010)[10]
- I Come From Money – Ted DiBiase Theme (Single) (2010)[11]
- Electrifying – The Rock Theme (Single) (2011)[12]
- Realeza – Alberto Del Rio Theme (Single) (2011)[13]
- Ancient Spirit – Sin Cara Theme (Single) (2011)[14]
- Here and Gone – Macho Man Randy Savage Theme (Single) (2011)[15]
- Capital – Capitol Punishment Theme (Single) (2011)[16]
- End of Days – The Corre Theme (Single) (2011)[17]
- Tyrannosaurus – Tyler Reks Theme (Single) (2011)[18]
- Strong and Sexy – Gail Kim Theme (Single) (2011)[19]
- Money In The Bank Theme/Donald Trump Theme (Single) (2011)[20]
- Say It To My Face - Alex Riley Theme (Single) (2011)
- All About The Power - David Otunga et Michael McGillicutty Theme (Single) (2011)
- Alga (version 2) - The Usos Theme (Single) (2011)
- WWE Night of Champions (Theme officiel) - (Single) (2011)
- Wade Barrett Just don't care anymore (Single) (2012)
- Feel My Body: The Bella Twins (2008)
- You can look (but you can't touch): The Bella Twins
- Let's light it up - AJ
- Here to show the world - Dolph Ziggler
- Reborn - Curtis Axel
- Pourquoi ? - Maryse
- Swamp Gaz - Luke Harper
- Sheeperder - Eric Rowan
- Written in the stars - Stardust